# Трістан Бернар

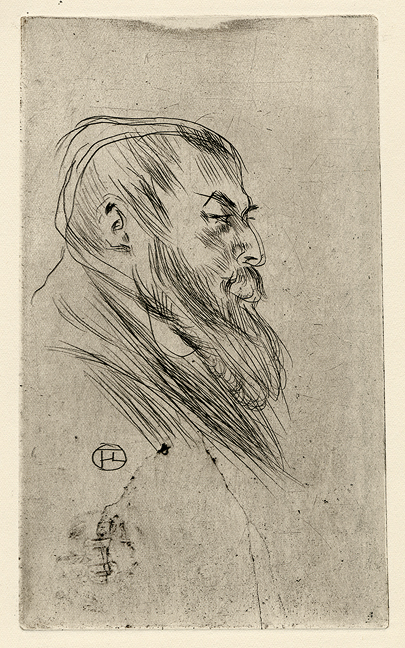
Трістан Бернар, малюнок Анрі Тулуз-Лотрека

Поль Берна́р, псевд. Тріста́н Берна́р (фр. Tristan Bernard, 7 вересня 1866, Безансон — 7 грудня 1947, Париж) — французький письменник, журналіст та правник. Автор прозових та драматичних творів, спортивний журналіст.

## Біографія
Поль Бернар народився в єврейській родині в місті Безансон. Його батько був архітектором. У 14-річному віці переїхав разом з батьками до Парижа, де відвідував ліцей Кондорсе. Продовжив навчання на факультеті права Паризького університету. Після військової служби працював юристом на металургійному заводі з виробництва алюмінію. Перші публікації Бернара з'явилися в 1890-і роки в часописі Ревю бланш, де він вперше використав свій псевдонім «Трістан Бернар». Згодом він став головним редактором «Журналу велосипедистів» (Journal des Vélocipédistes). 1895 року, паралельно до журналістської діяльності, він став директором велодрому Буффало в Парижі. У цей час Анрі Тулуз-Лотреком був створений портрет Трістана Бернара як директора велодрому. Трістан Бернар запровадив на велотреці подачу сигналу гонгом перед останнім колом перегонів, ця традиція збереглася й донині на всіх велосипедних перегонах.
Трістан Бернар є автором 40 любовних та крутійських п'єс для театру й був дуже відомий своїми дотепами. Пізніше він працював у жирналі Андеор (L'Endehors), а під час Першої світової війни співпрацював з новоствореним гумористичним журналом «Канар аншене» (Le Canard enchaîné).
Художник Едуар Війяр залишив декілька портретів дружини Бернара пані Марсель Арон, а також портрет подружжя в так званому "салоні мадам Арон".. Бернар посприяв поширенню настольної гри «Jeu des petits chevaux», надзвичайно популярної в 1930-і роки.  
Під час Другої світової війни, коли проводилися тотальні облави на всіх французьких євреїв, Трістан Бернар був заарештований та ув'язнений в концентраційному таборі Дрансі під Парижем. Завдяки публічним протестам Саші Гітрі та Арлетті, його вдалося звільнити. Внук Бернара Франсуа загинув у концентраційному таборі Маутгаузен. 
Трістан Бернар проживав під Парижем в Анг'ян-ле-Бен. Похований на цвинтарі Пассі в Парижі.
На честь нього в Парижі названо театр Трістана Бернара.  
Його син Реймон Бернар став кінорежисером й, серед іншого, екранізував деякі п'єси батька. Другий син, Жан-Жак Бернар, став, як і батько, драматургом, а 1955 року написав біографічну книгу «Мій батько Трістан Бернар». Третій син став лікарем.

## Вибрані твори

### Драми
- Les pieds nickelés (1895)
- Le Seul Bandit du village Одинокий вломник на селі (1898)
- L'anglais tel qu'on le parle (1899)
- Triplepatte (1905)
- Le petit café (1911)
- Les Jumeaux de Brighton (1908)

### Проза
- Vous m'en direz tant (1894)
- Contes de Pantruche et d'ailleurs (1897)
- Sous toutes réserves (1898)
- Mémoires d'un jeune homme rangé (1899)
- Amants et voleurs (1905)
- L'affaire Larcier (1924)
- Robin des bois (1935)
- Un Mari pacifique (1901)
- Aux abois (1933)

## Фільмографія
- Трістан Бернар на сайті IMDb (англ.)
- Театр Трістана Бернара (1975) на сайті IMDb (англ.)
- Останнє метро (1945) на сайті IMDb (англ.)